# Peter Guinari
Peter Guinari (* 2. Juni 2001 in Bangui) ist ein zentralafrikanisch-deutscher Fußballspieler.

## Karriere

### Verein
Guinari spielte erst beim FC Phönix München im Stadtteil Berg am Laim, ehe er sich der Jugendabteilung des TSV 1860 München anschloss. Am 1. Januar 2020 wurde er aus der U19 in die 2. Mannschaft der Sechziger hochgezogen. Sein Debüt für die Zweitvertretung gab er beim 3:2-Auswärtssieg in der fünftklassigen Bayernliga Süd gegen Türkspor Augsburg. Am 1. Juli 2020 wechselte der Verteidiger innerhalb der Bayernliga zum FC Pipinsried. Mit dem Verein aus dem Landkreis Dachau gewann er in der verlängerten Spielzeit 2019–21 die Südstaffel der Bayernliga und stieg somit in die viertklassige Regionalliga Bayern auf. Für Pipinsried bestritt Guinari 2021/22 in der Regionalliga Bayern 29 Spiele, wobei er ein Tor erzielte. Im Sommer 2022 folgte dann sein ablösefreier Wechsel zum luxemburgischen Erstligisten FC Wiltz 71. Doch schon nach nur einer Spielzeit verließ er den Verein. Im Januar 2024 schloss er sich für sechs Monate dem niederländischen Zweitligisten Telstar 1963 an und absolvierte dort sieben Ligaspiele. Anschließend war er wieder bis zum 8. Oktober 2024 vereinslos, ehe ihn Türkgücü München aus der Regionalliga Bayern unter Vertrag nahm. Im Januar 2025 wechselte er nach Bulgarien zum FK Krumowgrad.

### Nationalmannschaft
Am 1. September 2021 gab der Innenverteidiger sein Debüt für die Zentralafrikanische A-Nationalmannschaft in der WM-Qualifikation gegen die Kap Verden. Beim 1:1-Unentschieden im kamerunischen Douala stand er über die komplette Spielzeit auf dem Feld.

## Persönliches
Peter Guinari wurde in Bangui, der Hauptstadt der Zentralafrikanischen Republik, geboren. Im Jahre 2010 kam er nach Deutschland, sein Vater studierte damals in München. Guinari war der erste Spieler des FC Pipinsried, der für eine A-Nationalmannschaft zum Einsatz kam.  Neben Deutsch spricht Guinari noch fließend Französisch und etwas Sango.